# Giải Grammy lần thứ 56
Giải Grammy lần thứ 56 được tổ chức vào ngày 26 tháng 1 năm 2014 tại Trung tâm Staples, Los Angeles. lễ trao giải được tổ chức sớm hơn thường lệ do sự kiện Thế vận hội Mùa đông 2014, sẽ được phát qua kênh CBS. Các tác phẩm được ra mắt từ 1 tháng 10 năm 2012 đến 30 tháng 9 năm 2013 sẽ được xem xét đề cử cho giải Grammy lần thứ 56, các đề cử được công bố vào ngày 6 tháng 12 năm 2013. Nữ ca sĩ, người viết bài hát Carole King sẽ nhận giải MusiCares Person of the Year vào ngày 24 tháng 1 năm 2014.
Nhận được nhiều đề cử nhất là rapper Jay-Z với 9 đề cử; Justin Timberlake, Kendrick Lamar, Macklemore & Ryan Lewis và Pharrell Williams theo sau với 7 đề cử cho mỗi người. Pharrell Williams giành được đề cử cho cả hai hạng mục danh giá Ghi âm của năm và Album của năm.

## Trình diễn
| Nghệ sĩ                                                                                   | Ca khúc                                                                  |
| ----------------------------------------------------------------------------------------- | ------------------------------------------------------------------------ |
| Beyoncé Jay-Z                                                                             | "Drunk in Love"                                                          |
| Lorde                                                                                     | "Royals"                                                                 |
| Hunter Hayes                                                                              | "Invisible"                                                              |
| Katy Perry Juicy J                                                                        | "Dark Horse"                                                             |
| Robin Thicke Chicago                                                                      | "Saturday in the Park" "Blurred Lines"                                   |
| Keith Urban Gary Clark, Jr.                                                               | "Cop Car"                                                                |
| John Legend                                                                               | "All of Me"                                                              |
| Taylor Swift                                                                              | "All Too Well"                                                           |
| Pink Nate Ruess                                                                           | "Try" Just Give Me a Reason"                                             |
| Ringo Starr                                                                               | "Photograph"                                                             |
| Kendrick Lamar Imagine Dragons                                                            | "Radioactive" "m.A.A.d city"                                             |
| Kacey Musgraves                                                                           | "Follow Your Arrow"                                                      |
| Ringo Starr Paul McCartney                                                                | "Queenie Eye"                                                            |
| Merle Haggard Kris Kristofferson Willie Nelson Blake Shelton                              | "Okie from Muskogee"                                                     |
| Daft Punk Nile Rodgers Stevie Wonder Pharrell Williams                                    | "Get Lucky" "Le Freak" "Harder, Better, Faster, Stronger" "Another Star" |
| Sara Bareilles Carole King                                                                | "Beautiful" "Brave"                                                      |
| Metallica Lang Lang                                                                       | "One"                                                                    |
| Macklemore Ryan Lewis Mary Lambert Madonna Queen Latifah Trombone Shorty & Orleans Avenue | "Same Love" "Open Your Heart"                                            |
| Billie Joe Armstrong Miranda Lambert                                                      | "When Will I Be Loved"                                                   |
| Nine Inch Nails Queens of the Stone Age Dave Grohl Lindsey Buckingham                     | "Copy of A" "My God Is the Sun"                                          |

## Các đề cử và giải thưởng
- Lưu ý:
  - Các giải chiến thắng được in đậm.
  - Danh sách chỉ liệt kê những hạng mục chính và quan trọng, ở những hạng mục bài hát của năm chỉ liệt kê tên ca sĩ thể hiện.
  - Nguồn:[14]

| Ghi âm của năm | Ca khúc của năm |
| --- | --- |
| - "Get Lucky" – Daft Punk cùng Pharrell Williams - "Radioactive" – Imagine Dragons - "Royals" – Lorde - "Locked Out of Heaven" – Bruno Mars - "Blurred Lines" – Robin Thicke cùng T.I. và Pharrell Williams                                         | - "Royals" – Lorde - "Just Give Me a Reason" – Pink cùng Nate Ruess - "Locked Out of Heaven" – Bruno Mars - "Roar" – Katy Perry - "Same Love" – Macklemore & Ryan Lewis cùng Mary Lambert                                                                      |
| Album của năm | Nghệ sĩ mới xuất sắc nhất |
| - Random Access Memories – Daft Punk - The Blessed Unrest – Sara Bareilles - Good Kid, M.A.A.D City – Kendrick Lamar - The Heist – Macklemore & Ryan Lewis - Red – Taylor Swift                                                                     | - Macklemore & Ryan Lewis - James Blake - Kendrick Lamar - Kacey Musgraves - Ed Sheeran |
| Trình diễn pop đơn xuất sắc nhất | Trình diễn pop theo cặp xuất sắc nhất |
| - "Royals" – Lorde - "Brave" – Sara Bareilles - "When I Was Your Man" – Bruno Mars - "Roar" – Katy Perry - "Mirrors" – Justin Timberlake | - "Get Lucky" – Daft Punk cùng Pharrell Williams - "Just Give Me a Reason" – Pink cùng Nate Ruess - "Stay" – Rihanna cùng Mikky Ekko - "Blurred Lines" – Robin Thicke cùng T.I. và Pharrell Williams - "Suit & Tie" – Justin Timberlake cùng Jay-Z             |
| Album nhạc cụ pop xuất sắc nhất | Album giọng pop xuất sắc nhất |
| - Steppin' Out – Herb Alpert - The Beat – Boney James - HandPicked – Earl Klugh - Summer Horns – Dave Koz, Gerald Albright, Mindi Abair & Richard Elliot - Hacienda – Jeff Lorber                                                                   | - Unorthodox Jukebox – Bruno Mars - Paradise – Lana Del Rey - Pure Heroine – Lorde - Blurred Lines – Robin Thicke - The 20/20 Experience – The Complete Experience – Justin Timberlake                                                                         |
| Thu âm nhạc dance xuất sắc nhất | Album nhạc dance/điện tử xuất sắc nhất |
| - "Clarity" – Zedd cùng Foxes - "Need U (100%)" – Duke Dumont cùng A*M*E & MNEK - "Sweet Nothing" – Calvin Harris cùng Florence Welch - "Atmosphere" – Kaskade - "This Is What It Feels Like" – Armin Van Buuren cùng Trevor Guthrie                | - Random Access Memories – Daft Punk - Settle – Disclosure - 18 Months – Calvin Harris - Atmosphere – Kaskade - A Color Map of the Sun – Pretty Lights |
| Bài hát Rock hay nhất | Album Rock xuất sắc nhất |
| - "Cut Me Some Slack" - Paul McCartney, Dave Grohl, Krist Novoselic, Pat Smear - "Ain't Messin 'Round" - Gary Clark Jr. - "Doom and Gloom" - The Rolling Stones - "God Is Dead?" - Black Sabbath - "Panic Station" - Muse                           | - Celebration Day – Led Zeppelin - 13 – Black Sabbath - The Next Day – David Bowie - Mechanical Bull – Kings of Leon - ...Like Clockwork – Queens of the Stone Age - Psychedelic Pill – Neil Young và Crazy Horse                                              |
| Ca khúc R&B xuất sắc nhất | Album R&B xuất sắc nhất |
| - "Pusher Love Girl" - Justin Timberlake - "Best of Me" - Anthony Hamilton - "Love and War" - Tamar Braxton - "Only One" - PJ Morton cùng Stevie Wonder - "Without Me" - Fantasia cùng Kelly Rowland & Missy Elliott                                | - Girl on Fire – Alicia Keys - R&B Divas – Faith Evans - Love in the Future – John Legend - Better – Chrisette Michele - Three Kings – TGT |
| Trình diễn rap xuất sắc nhất | Trình diễn rap/hát xuất sắc nhất |
| - "Thrift Shop" – Macklemore & Ryan Lewis cùng Wanz - "Started from the Bottom" – Drake - "Berzerk" – Eminem - "Tom Ford" – Jay-Z - "Swimming Pools (Drank)" – Kendrick Lamar                                                                       | - "Holy Grail" – Jay-Z cùng Justin Timberlake - "Power Trip" – J. Cole cùng Miguel - "Part II (On the Run)" – Jay-Z cùng Beyoncé Knowles - "Now or Never" – Kendrick Lamar cùng Mary J. Blige - "Remember You" – Wiz Khalifa cùng The Weeknd                   |
| Ca khúc rap xuất sắc nhất | Album rap xuất sắc nhất |
| - "Thrift Shop" - Wanz - "Fuckin' Problems" - ASAP Rocky cùng Drake, 2 Chainz & Kendrick Lamar - "Holy Grail" - Jay-Z cùng Justin Timberlake - "New Slaves" - Kanye West - "Started from the Bottom" - Drake                                        | - The Heist – Macklemore & Ryan Lewis - Nothing Was the Same – Drake - Magna Carta... Holy Grail – Jay-Z - Good Kid, M.A.A.D City – Kendrick Lamar - Yeezus – Kanye West                                                                                       |
| Trình diễn đồng quê đơn xuất sắc nhất | Trình diễn đồng quê theo nhóm xuất sắc nhất |
| - "Wagon Wheel" – Darius Rucker - "I Drive Your Truck" – Lee Brice - "I Want Crazy" – Hunter Hayes - "Mama's Broken Heart" – Miranda Lambert - "Mine Would Be You" – Blake Shelton                                                                  | - "From This Valley" – The Civil Wars - "Don't Rush" – Kelly Clarkson cùng Vince Gill - "Your Side of the Bed" – Little Big Town - "Highway Don't Care" – Tim McGraw, Taylor Swift & Keith Urban - "You Can't Make Old Friends" – Kenny Rogers và Dolly Parton |
| Album Alternative xuất sắc nhất | Album New Age xuất sắc nhất |
| - Modern Vampires of the City – Vampire Weekend - The Worse Things Get, The Harder I Fight, The Harder I Fight, The More I Love You – Neko Case - Trouble Will Find Me – The National - Hesitation Marks – Nine Inch Nails - Lonerism – Tame Impala | - Love's River – Laura Sullivan - Lux – Brian Eno - Illumination – Peter Kater - Final call – Kitaro - Awakening The Fire – R. Carlos Nakai & Will Clipman |